# Zespół Yunisa-Varona
Zespół Yunisa-Varona (ang. Yunis-Varon syndrome, YVS, cleidocranial dysplasia with micrognathia, absent thumbs, and distal aphalangia) – rzadki zespół wad wrodzonych. Na fenotyp zespołu składa się dysplazja obojczykowo-czaszkowa, mikrognacja, mikrocefalia, dolichocefalia, krótka rynienka podnosowa, nisko osadzone, dysplastyczne małżowiny uszne, hiperteloryzm, mongoloidalne ustawienie szpar powiekowych, przodpoochylenie nozdrzy, retrakcja wargowo-dziąsłowa, podniebienie gotyckie (wąskie, wysoko wysklepione), przedwczesna utrata zębów stałych, nadmiar skóry na karku, wrodzone wady serca (tetralogia Fallota, ubytek przegrody międzykomorowej), kardiomiopatie, wewnątrzmaciczne zahamowanie wzrostu, niechęć do ssania w okresie noworodkowym. Opisywano atelię (brak brodawek sutkowych) i przerostowe zwężenie odźwiernika. Wady narządów płciowych mogą mieć postać spodziectwa, mikropenisa lub wnętrostwa.
W okresie prenatalnym obserwowano wielowodzie, hydrops fetalis i poród przedwczesny.
Dziedziczenie zespołu jest autosomalne recesywne. Zespół opisali E. Yunis i H. Varon w 1980 roku.